# Abrikosowyj
Abrikosowyj (ros. Абрикосовый) – osiedle w Rosji, w obwodzie rostowskim, w rejonie martynowskim. W 2021 liczyło 395 mieszkańców.